# Течни кристал
Течни кристали су материје које се налазе у прелазном агрегатном стању између чврстог и течног агрегатног стања. Ово стање материје се зове мезоморфна фаза или мезофаза. ТК поседују неке особине течности (као што је покретљивост) али и чврстих тела, кристала (уређен положај молекула у простору). ТК постоје само у одређеном температурном опсегу. Молекули који међусобно могу да граде течно кристално стање зову се мезогени. Оптичке особине ТК се мењају под утицајем спољашњег електричног и магнетног поља, светлости, топлоте као и хемијског и механичког утицаја. Ова њихова особина се данас користи у многим уређајима а можда је најпопуларнија примена у LCD екранима.

## Историја
- Иако је и пре 1888. год. примећена појава да се стеарин топи у замагљену течност на 52°C, мењајући се на 58°C у мутну и на 62,5°C у бистру течност (Хајнц, W.Heintz 1850. год.), откриће ТК или мезофазе се обично приписује аустријском ботаничару Фридриху Рајницеру.[3] Он је приметио да се топљењем холестерил-бензоата на 145,5°C образује мутни растоп који пак постаје прозирна течност на 178,5°C. Та течност је затим хлађењем мењала боју од плавичасте до љубичасте пре него што се кристализовала. Рајницер је, после консултација са Отом Леманом, поставио тезу да се ради о новооткривеном стању материје (фази).
- 1877. год. Ото Леман је конструисао микроскоп са поларизатором и грејном подлогом како би анализирао мезофазе разних супстанци при грејању и хлађењу.
- 1890. год. Гетерман и Ричке су направили први вештачки течни кристал.
- 1900. год. Форлендер је са својим сарадницима први пут синтетизовао термотропну смектичку супстанцију. Затим су синтетизовали преко сто других супстанција које имају особине ТК. На основу тих огледа 1907. је објавио рад о систематизацији хемијских структура ових једињења. Веома је важна његова књига из 1924. год. „Хемијска кристалографија течности“. Форлендер је открио полиморфизам (више фаза) у једном истом ТК.
- 1904. године Ото Леман је објавио своје значајно дело „Течни кристали“.
- 1916. год. Борн је објаснио нематичну фазу на основу сталних дипола молекула.
- 1922. год. је увео поделу ТК на основу молекуларне уређености (смектички, нематички и холестерички ТК) коју и сада користимо.
- 1958. год. Алфред Заупе и његов ментор Мајер су развили статистичку молекуларну теорију ТК и то у Заупеовом дипломском раду. Из тог рада је настала Мајер-Заупеова теорија. Ова теорија веома успешно предвиђа експерименталне термотропне фазне прелазе.
- 1960. год. синтетисана је прва супстанција која је имала нематичке особине на собној температури.
- 1968. год. Хајлмајер је са својим сарадницима представио први екран који је садржао течне кристале, LCD (енгл. liquid crystal display).

## Подела по начину добијања

### Термотропски
Термотропски ТК се добијају снижавањем температуре неких течности или повећањем температуре неких чврстих тела.

#### Енантиотропски
Енантиотропски ТК су они добијени било загревањем чврсте супстанце, било хлађењем течности.

#### Монотропски
Монотропски ТК су они који у ово стање могу прећи само хлађењем или само загревањем супстанце.

### Лиотропски
Лиотропски ТК се добијају када се нека супстанца изложи дејству воде или органског растварача.

## Подела на основу молекуларне уређености

### Смектички
Смектичка фаза – од грчке речи сапун (σμεγμα). Молекули су оријентационо уређени као и код свих ТК (осе су им међусобно паралелне) и организовани су у слојевима. Ти слојеви слободно клизе један преко другог. Ова фаза има највећу вискозност па је најсличнија чврстом стању материје.

### Нематички
Нематичка фаза – од грчке речи нит (νεμοσ). Молекули имају међусобно паралелне осе али су хаотично распоређени (не постоје слојеви). Правац по коме се простиру осе се зове директор n. У нематичкој фази спољашње магнетно и електрично поље ствара индуковане диполе мезогена. По престанку утицаја спољашњег поља материјал остаје неполарисан.

### Холестерички
Код холестерика молекули такође имају паралелне осе али су молекули распоређени у сложеним формама које чине спиралу. Често се Холестерици (или хирални нематици како се још зову) сматрају врстом нематика са паралелним осама молекула и константним померањем положаја сваког следећег молекула за мали угао. Корак спирале одговара таласној дужини видљивог дела спектра па промена корака спирале под спољашњим утицајем доводи до промене боје. Спољашњи утицај може бити топлотни, хемијски и механички.

## Примена течних кристала
Позната примена ТК за израду дисплеја на бази течног кристала, (енгл. liquid crystal display - LCD). Међутим, захваљујући способности ТК да мења оптичке особине под утицајем спољашњег електричног или магнетног поља, хемијског дејства разних токсичних гасова и пара, механичког дејства (смицања, притиска или савијања), област примене му је веома велика. Користи се у електронским прекидачима светла (оптичким вентилима, код паметних прозора који се затамњују или постају прозирни по потреби), термометрима који мењају боју са променом температуре, за испитивање механичке отпорности различитих конструкција, као променљиви оптички филтри за пропуштање одређеног дела спектра светлости, за меморисање холограмских слика и многе друге сврхе, с тим да се област примене ТК и даље шири.